# 炭酸コバルト(II)
炭酸コバルト(II)(Cobalt(II) carbonate)は、化学式CoCO3の無機化合物である。赤色の常磁性固体で、鉱石からコバルトを湿式製錬する際の中間体である。無機色素であり、触媒の前駆体である。希少な鉱物である菱コバルト鉱としても産出する。

## 合成と構造
硫酸コバルト(II)と炭酸水素ナトリウムの水溶液を混合することで合成される。
CoSO4 + 2NaHCO3 → CoCO3 + Na2SO4 + H2O + CO2
この反応は、焙焼した鉱石の抽出物からコバルトを沈殿させるのに用いられる。
八面体配位したコバルトからなる方解石に似た構造を取る。

## 反応
ほとんどの遷移金属炭酸塩と同様に水に溶けないが、無機酸とは容易に反応する。
CoCO3 + 2HCl + 5H2O →  [Co(H2O)6]Cl2  + CO2
この反応は様々なコバルト錯体の合成に用いられる。また、過酸化水素の存在下でアセチルアセトンと反応させるとトリス(アセチルアセトナト)コバルト(III)が得られる。
加熱すると典型的な煆焼反応を起こすが、生成物は部分的に酸化され四酸化三コバルトとなる。
6CoCO3 + O2 →  2Co3O4  + 6CO2
四酸化三コバルトは高温下で、可逆的に酸化コバルト(II)に転換できる。

## 利用
オクタカルボニルコバルトや様々なコバルト塩の前駆体となる。またコバルトは必須元素であるため、サプリメントの材料として用いられる。デルフト陶器に用いられる青い釉薬の材料にもなる。

## 関連化合物
炭酸コバルト(II)水酸化物としては、Co2(CO3)(OH)2とCo6(CO3)2(OH)8・H2Oの少なくとも2つが知られている。
天然の炭酸コバルトには、比較的希少な鉱物である菱コバルト鉱がある。特にコンゴ共和国から良い標本が得られている。
コバルト方解石はコバルトを含む方解石であり、菱コバルト鉱とかなり似た晶癖を持つ。

## 安全性
毒性はほぼ観測されていない。ヒトを含む動物は、ビタミンB12の成分として痕跡量のコバルトを必要とする。